# Milton S. Hershey
Milton Snavely Hershey est un industriel et philanthrope américain, né le 13 septembre 1857 à Derry Township, dans le comté de Dauphin en Pennsylvanie, et mort le 13 octobre 1945 dans ce même comté dans la ville qu'il a créée et qui porte son nom.
Fondateur de l'entreprise Hershey's, il contribue à diffuser les confiseries au chocolat, qu'il produit de façon industrielle, sur le marché américain. Il est surnommé « le Henry Ford des chocolatiers » (The Henry Ford of chocolate makers). Il est aussi un philanthrope. En 1909, Milton S. Hershey et son épouse ouvrent la Milton Hershey Industrial School (en) afin d'offrir une éducation aux enfants dans le besoin.

## Biographie

### Jeunesse
Milton S. Hershey naît le 13 septembre 1857 dans la ferme de ses grands-parents, située dans une région rurale de Pennsylvanie. Il est le fils aîné d'un couple appartenant au mouvement Mennonite, dont les ancêtres ont quitté la Suisse pour les États-Unis au XVIIIe siècle,. Il fréquente uniquement l'école primaire (4th grade) avant d'effectuer son apprentissage chez un confiseur de Lancaster. Il ouvre sa propre confiserie à Philadelphie, mais le commerce périclite six ans plus tard. Il tente, sans succès, de mettre sur pied plusieurs sociétés,.

### The Lancaster Caramel Company
En 1886, Milton S. Hershey fonde The Lancaster Caramel Company. Il met au point une recette de caramels ne collant pas aux dents, en augmentant la quantité de lait et de graisses. Sa société prospère et compte plus de 700 employés. Néanmoins, selon une citation qui lui est attribuée, Hershey considère la consommation de caramels comme une mode passagère, au contraire du chocolat (« The caramel business is a fad. It is not a staple business. But chocolate is something we will always have. »).

### The Hershey Chocolate Company
Durant l'exposition universelle de 1893 (World Columbian Exposition), qui se tient à Chicago, Hershey découvre une firme allemande exposant l'équipement nécessaire à la production industrielle de chocolat. Il achète les machines, engage des chocolatiers, et fonde The Hershey Chocolate Company en 1894. En 1900, il vend The Lancaster Caramel Company à American Caramel Company pour la somme d'un million de dollars, et se concentre sur la production de chocolat. Il travaille sur la recette d'une barre chocolatée et étudie un procédé permettant de produire industriellement du chocolat au lait. Son équipe de chercheurs y parvient en utilisant du lait écrémé. En 1903, Hershey lance la construction d'une usine de chocolat à Derry Township, inaugurée deux ans plus tard. Autour de la chocolaterie, qui assure sa fortune, il acquiert des terrains et fait construire des logements pour ses employés ainsi que des églises et des services (hôpital, bureau de poste, librairie, etc.). La cité ouvrière qu'il développe est baptisée Hershey,. En 1908, Milton S. Hershey abandonne la présidence de son entreprise. Il choisit l'un de ses proches amis, William F.R. Murrie, pour lui succéder à la tête de la société. Il reste actionnaire majoritaire et occupe le poste de président du conseil d'administration. L'entreprise est enregistrée (incorporated) en 1941.
Milton S. Hershey est surnommé « le Henry Ford des chocolatiers » (The Henry Ford of chocolate makers). Grâce à une production industrialisée, son entreprise fait chuter le prix de vente des confiseries au chocolat et permet le développement du marché aux États-Unis. Auparavant fabriquées à la main par des confiseurs, elles constituaient encore un luxe réservé à une clientèle fortunée,. Selon Michael D'Antonio, auteur d'une biographie de l'industriel, la saveur légèrement amère du chocolat produit par son entreprise a façonné le goût des américains (« [This edge came to] define the taste of chocolate for Americans »). Un autre biographe, Joël Glenn Brenner, le compare à Forrest Mars et décrit les deux hommes comme des concurrents aux caractères opposés : « Forrest Mars ne pensait qu'à conquérir, alors que la vision de Milton Hershey était utopique » (« Where Milton Hershey saw utopia, Forrest Mars saw conquest »).

### Philanthropie
Ne pouvant avoir d'enfants, Milton S. Hershey et son épouse s'impliquent dans des activités philanthropiques. Ils ouvrent en 1909 la Milton Hershey Industrial School (en) (depuis rebaptisée Milton Hershey School), un établissement scolaire destiné à donner une éducation aux enfants dans le besoin et aux orphelins,. Catherine Hershey meurt en 1915. Trois ans plus tard, l'industriel fait don de 60 millions de dollars, ce qui représente une grande partie de sa fortune, à une fondation, The Hershey Trust, chargée de poursuivre leur œuvre,.